# 2472 Bradman
2472 Bradman eller 1973 DG är en asteroid i huvudbältet, som upptäcktes 27 februari 1973 av den tjeckiske astronomen Luboš Kohoutek vid Bergedorf-observatoriet. Den har fått sitt namn efter Donald Bradman.
Asteroiden har en diameter på ungefär 3 kilometer och den tillhör asteroidgruppen Flora.